# Teitur Thórdarson
Pour les articles homonymes, voir Thórdarson.
Teitur Þórðarson (né le 14 janvier 1952 à Akranes) est un entraîneur de football et ancien joueur international islandais (attaquant). Il a aussi entraîné des clubs comme le FC Lyn Oslo ou le SK Brann. Il a mené le club estonien du FC Flora Tallinn à deux titres de champion. Il entraîne actuellement le club indien de Barasat.

## Carrière de footballeur
- 1969-1977 : ÍA Akranes ( Islande).
- 1977-1978 : Jönköpings Södra IF ( Suède).
- 1978-1981 : Östers IF ( Suède).
- 1981-1983 : RC Lens ( France).
- 1983-1984 : AS Cannes ( France).
- 1984-1985 : Yverdon-Sport FC ( Suisse).
- 1985-1986 : Östers IF ( Suède).
- 1986-1987 : Skövde AIK ( Suède).

## Palmarès de footballeur
- Champion d'Islande avec ÍA en 1970, 1974, 1975, 1977.
- Champion de Suède avec Östers IF en 1978, 1980, 1981.
- Lors de la saison 1981-1982 avec le RC Lens, Teitur Þórðarson a joué 38 matchs et a marqué 19 buts.
- 41 sélections en équipe d'Islande et 9 buts en 1972 et 1985.

## Carrière d'entraîneur
- 1987-1988 : Skövde AIK ( Suède).
- 1988-1990 : SK Brann ( Norvège).
- 1991-1992 : FC Lyn Oslo ( Norvège)
- 1993  : Grei SF Oslo ( Norvège)
- 1994-1995 : Lillestrøm SK ( Norvège)
- 1995-1999 :  Estonie (57 rencontres)
- 1995-1999 : FC Flora Tallinn ( Estonie).
- 2000-2002 : SK Brann ( Norvège).
- 2002-2003 : FC Lyn Oslo ( Norvège)
- 2004-2005 : Ullensaker/Kisa IL ( Norvège).
- 2006-2007 : KR Reykjavík ( Islande).
- 2007-2010 : Whitecaps de Vancouver (USL et USSF D2) ( Canada)
- 2011  : Whitecaps de Vancouver (MLS) ( Canada)
- depuis jan. 2012 : Barasat ( Inde)

## Palmarès d'entraîneur
- Champion d'Estonie avec le FC Flora Tallinn en 1995 et en 1998.
- Vainqueur de la Coupe d'Estonie avec le FC Flora Tallinn en 1995 et en 1998.

## Source
- Marc Barreaud, Dictionnaire des footballeurs étrangers du championnat professionnel français (1932-1997), L'Harmattan, 1997.